# مثبط تربتوفان
مثبط التربتوفان (أو مثبط trp) ((بالإنجليزية: Tryptophan repressor)‏ هو عامل نسخ يشارك في التحكم في استقلاب الأحماض الأمينية. تمت دراسته بشكل أفضل في الإشريكية القولونية، حيث إنه بروتين ثنائي الأبعاد ينظم نسخ الجينات الخمسة في مشغل التربتوفان. عندما يكون الحمض الأميني التربتوفان وفيرًا في الخلية، فإنه يرتبط بالبروتين، مما يتسبب في تغيير تكوين البروتين. ثم يرتبط معقد القامع بتسلسل المشغل الخاص به في الجينات التي ينظمها، مما يؤدي إلى إيقاف الجينات.
أحد الجينات التي ينظمها مثبط التربتوفان trpR، يرمز لبروتين مثبط التربتوفان نفسه. هذا شكل من أشكال تنظيم التغذية الراجعة. ومع ذلك، فإن هذه الجينات توجد في عوامل تشغيل مختلفة.
مُثبِّط (التربتوفان) هو مُحَوِم متجانس البروتين 25 كيلو دالتون الذي ينظم نسخ مسار التريبتوفان التخليقي الحيوي في البكتيريا. هناك 5 عوامل ينظمها trpR: عوامل trpEDCBA وtrpR وAroH وAroL وmtr.

## آلية
عندما يكون التريبتوفان من الأحماض الأمينية متوفرًا بكثرة في الخلية، فإن trpR يربط جزيئين من التربتوفان، مما يغير هيكله وديناميكياته بحيث يصبح قادرًا على الارتباط بـ DNA المشغل. عندما يحدث هذا
، يتم منع نسخ الحمض النووي، مما يؤدي إلى قمع منتجات الجين - البروتينات التي تصنع المزيد من التربتوفان. عندما تنخفض المستويات الخلوية للتربتوفان، تسقط جزيئات التربتوفان الموجودة على المكبِط، مما يسمح للمُثبِّت بالعودة إلى شكله غير النشط. يتحكم trpR أيضًا في تنظيم إنتاجه، من خلال تنظيم جين.
تم تحديد بنية عامل ضغط اللون المرتبط بالربيطة والأشكال الخالية من الترابط بواسطة كل من علم البلورات بالأشعة السينية والرنين المغناطيسي النووي.
يتكون مثبط trp من جين تنظيمي ومحفز ومشغل ومنهي. يتم تنشيط مثبط trp فقط عندما يكون التربتوفان الخلوي نادرًا. إذا لم يكن هناك ما يكفي من التربتوفان، فإن البروتين المثبط ينفصل عن المشغل (حيث يكون المثبط مرتبطًا بشكل طبيعي) ويمكن لبوليميراز الحمض النووي الريبي إكمال قراءته لشريط الحمض النووي. إذا وصل بوليميراز RNA إلى النهاية (في نهاية حبلا DNA)، يكتمل التعبيرعن إنزيمات تخليق التربتوفان الحيوي.